# Pecém
Der Hafen, Ort und Distrikt Pecém liegen im Munizip São Gonçalo do Amarante im Bundesstaat Ceará in Brasilien ca. 60 km von Fortaleza entfernt. Bis 1995 handelte es sich um einen stillen Strandort an der Atlantikküste, der als Wochenendausflugsort für die Bewohner von Fortaleza diente und zwischen den bekannten Stränden von Cumbuco und Paracuru liegt. 

## Wirtschaft
Im März 1995 begann die Regierung des Bundeslandes Ceará damit hier einen Tiefwasserhafen zu planen, der den Hafen von Fortaleza entlasten sollte und dem es auch an entsprechendem Tiefgang fehlte. Eine Fahrrinne wurde hierfür vertieft und ein internationaler Seehafenterminal für Containerschiffe entstand zusammen mit einem Terminal für Flüssigprodukte. Im März 2002 wurde der neue Hafen eingeweiht. Die dänische Schifffahrtsfirma A.P.Møller beteiligt sich seither zu 50 % am Betrieb des Container-Terminals und es wurden im Jahre 2007 dort bereits 143.000 Containereinheiten TEU umgeschlagen (ca. 20 % mehr als im Jahre 2006/Quelle CearaPortos). 
Neben Containern werden in diesem Hafen auch Flüssigladung (Treibstoff und Flüssiggas), Massengut (Düngemittel) und halbfertige Stahlerzeugnisse umgeschlagen. In den letzten Jahren hat sich der Fruchtexport in Ceará stark entwickelt. Hierbei nimmt der Anbau und Export von Ananas eine wichtige Rolle ein. Pecém hat sich in diesem Zusammenhang zum Hauptexporthafen für Fruchterzeugnisse in Kühlcontainern entwickelt.
Die Bundesstraße „Sol Poente“ passiert ganz in der Nähe den Hafen und der Bau der Zufahrt zum Hafen von Pecém wurde 1998 abgeschlossen. Damit ist der Hafen gut an das Hinterland-Straßennetz und an die Landeshauptstadt Fortaleza angeschlossen.

## Umwelt
Im Dezember 2008 wurde durch die brasilianische Umweltbehörde IBAMA bei CearaPortos, dem Hafenbetreiber von Pecém, beantragt, dass in einem Pilotprojekt ein Wellenkraftwerk erstellt werden soll, welches den notwendigen Strom für den Hafen und die umliegende Region erzeugen soll. Zusammen mit der Universidade Federal von Ceará – UFC und der  Universidade Federal von Rio de Janeiro – UFRJ wird ein Konzept für die Realisierung des Wellenkraftwerks erarbeitet. Die Leistung wird auf 50 kW ausgelegt werden. Mit diesem Projekt wird der Staat Ceará zum Pionier für die Nutzung von Wellenkraft in Südamerika werden. Man hofft damit ein Modell für die saubere Stromversorgung auch anderer Küstenregionen in Brasilien zu schaffen.